# Abeno Harukas
L'Abeno Harukas est un gratte-ciel dans l'arrondissement Abeno-ku d'Osaka au Japon. Sa construction a débuté en janvier 2010 et s'est achevée en mars 2014. Il atteint 300 mètres pour 60 étages, ce qui en faisait le gratte-ciel le plus haut du Japon au moment de son inauguration (il a depuis été dépassé par la tour Azabudai Hills, ouverte en 2023, à Tokyo). Il a été inauguré le 7 mars 2014.

## Toponymie
Abeno Harukas vient du vieux japonais harukasu (晴るかす) signifiant « éclairer », « illuminer ».

## Configuration
Les étages 58 à 60 sont disponibles pour le public en tant que points d'observations. L’Osaka Marriott Miyako Hotel occupe quant à lui les étages 38 à 55, et, enfin, il y a un restaurant au 57e étage.
Au 16e étage, on trouve l’Abeno Harukas Art Museum, qui accueille des expositions temporaires.
La gare d'Osaka-Abenobashi se trouve au rez-de-chaussée.